# Alloclita francoeuriae
Alloclita francoeuriae ist ein Schmetterling (Nachtfalter) aus der Familie der Prachtfalter (Cosmopterigidae).

## Merkmale
Die Falter haben eine Flügelspannweite von 15 Millimeter. Der Kopf glänzt an der Stirn (Frons) weiß und hinten gelblich weiß bis ockerfarben. Die Fühler schimmern weiß und sind fahl ockerfarben geringelt. Thorax und Tegulae sind ockerfarben braun und hinten gelblich weiß. Die Vorderflügel sind gelblich weiß und mit ockerfarbenen und wenigen fahlbraunen Schuppen gesprenkelt. Das erste Fünftel ist dunkelbraun und an der Flügelbasis ockerfarben. Der äußere Rand ist in der Mitte nach außen gebogen. Eine dunkelbraune und nach außen gebogene Binde befindet sich bei 1/3 der Vorderflügellänge. Sie ist subcostal weitgehend gelblich ockerfarben unterbrochen. Eine undeutliche, schräg nach außen verlaufende, fahl braune Binde befindet sich bei 2/3 der Vorderflügellänge. Sie ist in der Mitte gelb und ockerfarben unterbrochen und hat in der Mitte am inneren Rand einen dunkelbraunen Fleck. Der Apikalbereich ist am Flügelinnenrand gelb bis ockerfarben und mit dunkelbraunen Schuppen gesprenkelt. Der Apex ist an der Costalader dunkelbraun, am Flügelinnenrand befinden sich zerstreute dunkelbraune Schuppen. Die Fransenschuppen sind ockerfarben grau und – vor allem am Innenwinkel – weiß durchmischt. Die Hinterflügel schimmern gelblich weiß und haben fahl ockerfarbene Fransenschuppen. Das Abdomen schimmert fahl gelb, das erste Segment ist weiß, die vordere Hälfte des zweiten Segments fahl gelblich grau. Das Afterbüschel ist hell gelblich weiß. Die Art ist variabel und hat eine dunkle Morphe, bei der die gelblich weißen Bereiche der Vorderflügel nahezu vollständig mit braunen Schuppen bedeckt sind. In diesem Fall werden die Binden nur durch gelb ockerfarbene Flecke angedeutet.
Bei den Männchen sind die Brachia deutlich länger als das Tegumen. Sie sind schlank und haben leicht hakenförmige Spitzen. Das linke Brachium ist etwas länger als das rechte. Das Tegumen ist kurz und verjüngt sich distal. Die Valven sind sehr kurz, haben eine sehr breite Basis und einen mit langen Haaren besetzten Cucullus. Die Valvellae sind kurz und asymmetrisch. Die linke Valvella ist rechteckig, die rechte ist spatelförmig. Der Aedeagus ist schlank und hat einen geweiteten und abgerundeten Apex. Die Anellusröhre ist ziemlich kurz und kräftig und auf dem verjüngten Abschnitt mit sehr kurzen Haaren besetzt.
Bei den Weibchen ist das Ostium mit einem stark sklerotisierten ventralen Band versehen. Der Ductus bursae ist in der hinteren Hälfte schmal und glatt. Der vordere Teil weitet sich in Richtung des Corpus bursae. Er ist stark runzlig und verläuft in einigen Schleifen. Der Ductus bursae ist oval. Die Signa haben benadelte Ränder mit einer unregelmäßigen blattförmigen Sklerotisierung.

## Verbreitung
Alloclita francoeuriae ist in Nordafrika beheimatet (Algerien, Tunesien, Marokko).

## Biologie
Die Raupen entwickeln sich an Flohkräutern (Pulicaria). Im April bohren sie sich unter die wollige Rinde des Stängels. Nachdem sie das Blattinnere herausgefressen haben, fertigen sie um den Wurzelhals herum sandige Fraßgänge an. Die Verpuppung erfolgt in einem dichten weißen Kokon, der mit Sand und Raupenkot bedeckt ist. Die Falter wurden am Licht von Ende Februar bis Anfang April gefangen.

## Systematik
Die Falter haben längere und schmalere Vorderflügel als die anderen Vertreter der Gattung. Darüber hinaus ähnelt die Genitalarmatur der Männchen der der Pancalia-Arten. Man nimmt daher an, dass Alloclita francoeuriae vermutlich eine separate Gattung oder Untergattung vertritt. Leraut erwähnte die Art 1980 als  Aristotelia francoeuriae fälschlicherweise in der Familie der Palpenmotten (Gelechiidae).